# Stanisław Czuryło
Stanisław Czuryło (falecido em 1661) foi um prelado católico romano que serviu como bispo auxiliar de Lutsk de 1659 a 1661.

## Biografia
No dia 22 de Setembro de 1659, Stanisław Czuryło foi nomeado durante o papado de Alexandre VII como Bispo Auxiliar de Lutsk e Bispo Titular de Orthosias na Caria. Serviu como Bispo Auxiliar de Lutsk até à sua morte em 1661.